# Piper corintoanum
Piper corintoanum är en pepparväxtart som beskrevs av Truman George Yuncker. Piper corintoanum ingår i släktet Piper och familjen pepparväxter. Inga underarter finns listade i Catalogue of Life.